# 청강 (평안북도)
청강(淸江)은 평안북도 동림군을 흘러 동림군의 짧은 해안선에서 황해로 흐르는 34 km의 하천이다.